# Puge

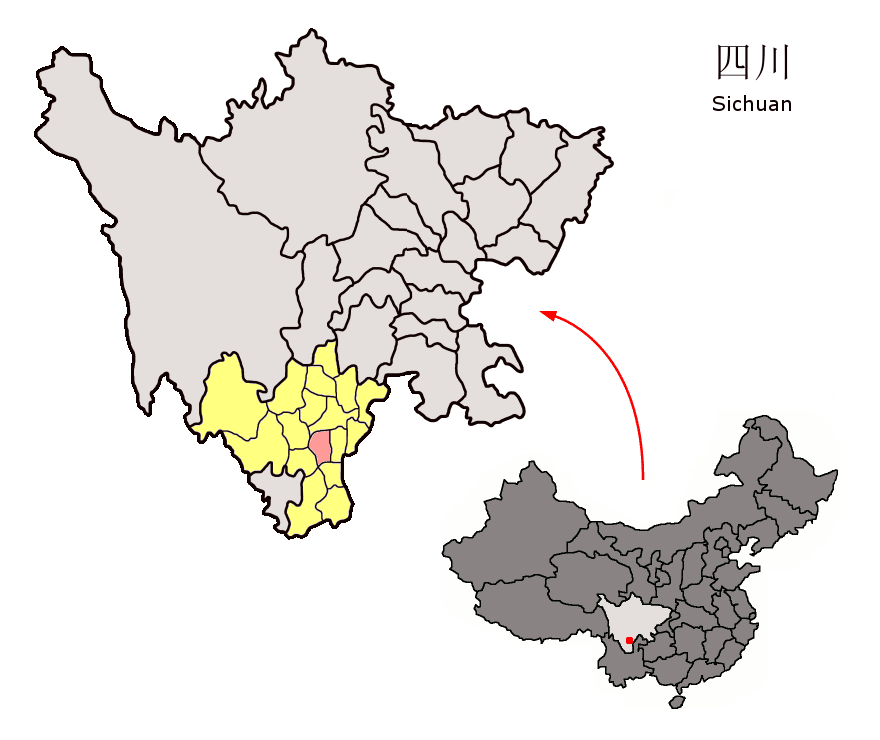
Lage von Puge in der Provinz Sichuan

Puge (chinesisch 普格县, Pinyin Pǔgé Xiàn) ist ein Kreis des Autonomen Bezirks Liangshan der Yi im Süden der chinesischen Provinz Sichuan. Sein Hauptort ist die Großgemeinde Puji (普基镇). Er hat eine Fläche von 1.902 km² und zählt 180.052 Einwohner (Stand: Zensus 2020).